# Google Squared
O Google Squared foi um produto de extração de informações e relacionamentos do Google. Foi anunciado em 12 de maio de 2009 em resposta ao lançamento do Wolfram Alpha e lançado no Google Labs em 3 de junho de 2009. Como parte da descontinuação do Google Labs, o Google Squared foi desativado em 5 de setembro de 2011.
O Squared foi desenvolvido no escritório do Google em Nova York. Foi o primeiro esforço significativo do Google para entender as informações na web e apresentá-las de novas maneiras.
O Google Squared extraía dados estruturados de toda a web e apresentava seus resultados em formato de planilha. Cada consulta de pesquisa retornava uma tabela de resultados com seu próprio conjunto de colunas — atributos comuns associados ao tópico de uma pesquisa. Nathania Johnson, do Search Engine Watch, descreveu o Squared como "muito possivelmente... uma das conquistas significativas do Google".